# Torre Doscalas
La Torre Doscalas est un gratte-ciel de logements de 100 mètres de hauteur construit à Benidorm en 2003. 